# (20534) Bozeman
(20534) Bozeman (1999 RU74) – planetoida z grupy pasa głównego asteroid okrążająca Słońce w ciągu 4,05 lat w średniej odległości 2,54 j.a. Odkryta 7 września 1999 roku.